# Sammy Nestico

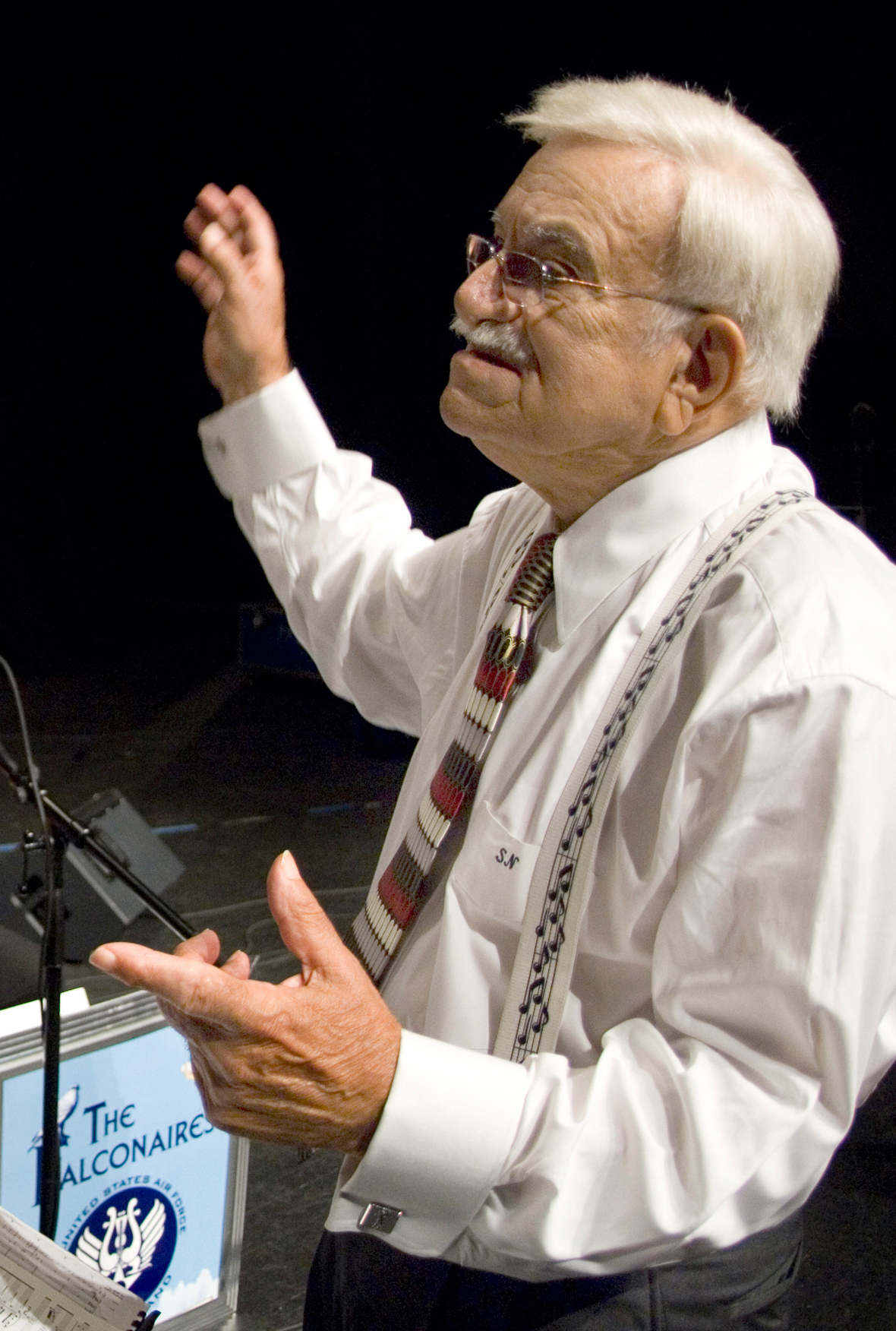
Sammy Nestico (2006)

Samuel Lewis „Sammy“ Nestico, auch Sam Nestico (* 6. Februar 1924 in Pittsburgh, Pennsylvania; † 17. Januar 2021 in Carlsbad), war ein US-amerikanischer Jazz-Musiker (Arrangeur, Komponist und Autor).

## Leben und Wirken
Nestico studierte an der Duquesne University Musikerziehung (B.A.). 1941 wurde er bei der Radiostation WCAE in Pittsburgh als Arrangeur angestellt. Anschließend diente er während des Zweiten Weltkriegs als Musiker und schloss sich nach fünf Nachkriegsjahren als fest angestellter Arrangeur bei dem Radiosender ABC in Pittsburgh wieder der Air Force an. Er verbrachte die letzten 15 Jahren seiner „Militärkarriere“ mit der United States Marine Band, als Leiter des White House Dance Orchestra und mit dem Komponieren von Musik für Rekrutierungs-Shows.
Kurz nach seinem Ausscheiden aus der Armee startete Sammy Nestico seine zweite Karriere als Arrangeur und Komponist für das Count Basie Orchestra. Von 1970 bis 1984 leitete er die Aufnahmen zu zehn Alben, von denen vier einen Grammy Award gewannen. In der gleichen Zeit war er als Arrangeur bei Capitol Records engagiert und an zahlreichen Alben beteiligt. Außerdem arrangierte und leitete er die Aufnahmen bekannter Künstler wie Phil Collins, Sarah Vaughan, Bing Crosby, Frank Sinatra und vieler anderer. Der Komponist und Arrangeur Sammy Nestico, der vor allem für Big Bands im Jazz-Bereich tätig war, galt als Meister seines Fachs.
Nestico machte sich nicht nur in der Musikindustrie, sondern auch in Film und Fernsehen einen Namen. Er produzierte Filmmusik für die bedeutendsten Filmstudios, wie z. B. für 20th Century Fox, Universal, Paramount und Warner Brothers.
Er wurde mehrfach ausgezeichnet, zuletzt von der ASMAC (American Society of Music Arrangers and Composers) und der BBAA (Big Band Academy of America). 1998/1999 hatte er eine Professur an der University of Georgia inne. Bis zu seinem Tod hat er fast 600 Hefte im musikpädagogischen Bereich herausgegeben, die in amerikanischen Schulen weit verbreitet sind.
Auch als Autor hat er diverse Publikationen veröffentlichen können. Neben zahlreichen Melodiebüchern mit Eigenkompositionen und Publikationen unzähliger Druckarrangements war er Autor zweier Bücher, The Gift of Music und The Complete Arranger (dt. Der professionelle Arrangeur).
Nach Nestico ist ein Jazzpreis, der Sammy Nestico Award benannt, der jährlich nach einem Kompositionswettbewerb an junge amerikanische Jazzkomponisten verliehen wird.
Nestico starb im Januar 2021, drei Wochen vor seinem 97. Geburtstag in seinem langjährigen Zuhause in Carlsbad, Kalifornien.

## Diskographische Hinweise
- No Time like the Present (Hänssler, 2004) mit der SWR Big Band
- Basie-Cally Sammy (Hänssler, 2005) mit der SWR Big Band
- Fun Time and More (Hänssler, 2008) mit der SWR Big Band
- A Cool Breeze With Sammy Nestico (SWR Music, 2017) mit der SWR Big Band
- The Sammy Sessions (IAN productions, 2019) mit den Jazz Ambassadors